# Wiktor Omelanowycz
Wiktor Iwanowycz Omeljanowycz (ukr. Віктор Іванович Омелянович; ur. 13 kwietnia 1958 w Dniepropetrowsku, zm. 20 grudnia 2023) – ukraiński wioślarz. W barwach ZSRR srebrny medalista olimpijski z Seulu.

## Kariera sportowa
Zawody w 1988 były jego jedynymi igrzyskami olimpijskimi. Medal wywalczył w ósemce. Na mistrzostwach świata zdobył pięć medali: złoto w ósemce w 1985, srebro w tej samej konkurencji rok później, a także brąz w 1982 oraz srebro w czwórce ze sternikiem w 1987 i brąz w 1981.